# Oh My Goodness
Oh My Goodness – trzeci singel angielskiego wokalisty Olly’ego Mursa z płyty In Case You Didn't Know.
Utwór zyskał dużą popularność w Wielkiej Brytanii, gdzie uplasował się na liście UK Singles Chart na pozycji #13, oraz w Irlandii na miejscu #13 na liście Irish Singles Chart. Autorami piosenki są Olly Murs, Adam Argyle, Martin Brammer. Do singla został nakręcony teledysk, którego zwiastun można było zobaczyć kilka dni przed premierą. Oficjalna premiera teledysku odbyła się 24 lutego 2012 roku na oficjalnym kanale Olly’ego na portalu YouTube. Wideo zostało nakręcone w kompleksie handlowym Westfield Stratford City w południowym Londynie w styczniu 2012, a jego reżyserią zajął się Mark Lundin.

## Listy utworów i formaty singla
Digital EP:
1. „Oh My Goodness” (Radio Edit) – 3:07
2. „Don't Say Goodnight Yet” - 2:54
3. „Oh My Goodness” (Cagedbaby Club Mix) – 7:22
4. „Oh My Goodness” (Live Acoustic performance) – 3:19

CD singel:
1. „Oh My Goodness” (Radio Edit) - 3:07
2. „Don't Say Goodnight Yet” - 2:54

## Notowania
| Lista (2012)                              | Najwyższa pozycja |
| ----------------------------------------- | ----------------- |
| Austria (Ö3 Austria Top 40)               | 31                |
| Niemcy (Media Control Charts)             | 24                |
| Irlandia (IRMA)                           | 13                |
| Szkocja (Official Charts Company)         | 10                |
| Wielka Brytania (Official Charts Company) | 13                |

## Historia wydania
| Kraj            | Data             | Format           | Wytwórnia    |
| --------------- | ---------------- | ---------------- | ------------ |
| Wielka Brytania | 1 kwietnia 2012  | Digital download | Epic Records |
| Niemcy          | 10 sierpnia 2012 | CD single        | Epic Records |